# ポール・トゥルイユベール
ポール＝デジレ・トゥルイユベール（Paul Désiré Trouillebert、1829年 - 1900年6月28日）はフランスの画家である。森や湖を描いた風景画を多く描き、バルビゾン派の画家の一人とされる。

## 略歴
パリで生まれた。肖像画や宗教画を得意とするエルネスト・エベールやシャルル・ジャラベールの弟子であった。36歳になった1865年にパリのサロンに初めて肖像画を出展した。その後、風景画に転じたことによって高い評価を得るようになった。サン＝ジェルマン＝シュル＝ヴィエンヌやモンソロー、カンド＝サン＝マルタンなどのロワール川の岸辺の町などの風景を描いた。バルビゾン派の代表的な画家、ジャン＝バティスト・カミーユ・コローにスタイルに近い作品を描くようになり、作品の一つの、トゥルイユベールのサインが消され、コローの作品に偽造されて、有名な作家アレクサンドル・デュマ・ペールの息子に売られる事件が起きたことで有名になった。
オリエンタリズムの絵画にも興味を示し、オリエンタルの女性のヌードという題材の作品も描き展覧会に出展した。
弟子には、ピエール・ユキシアニ(Pierre Ucciani: 1851-1939)がいる。

## 作品

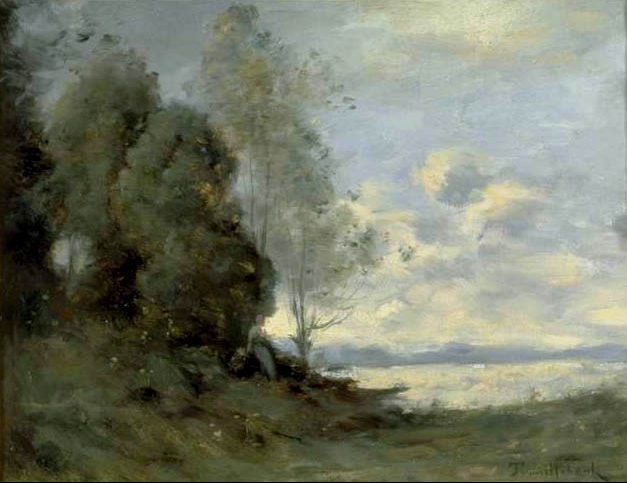
ロワールの岸辺
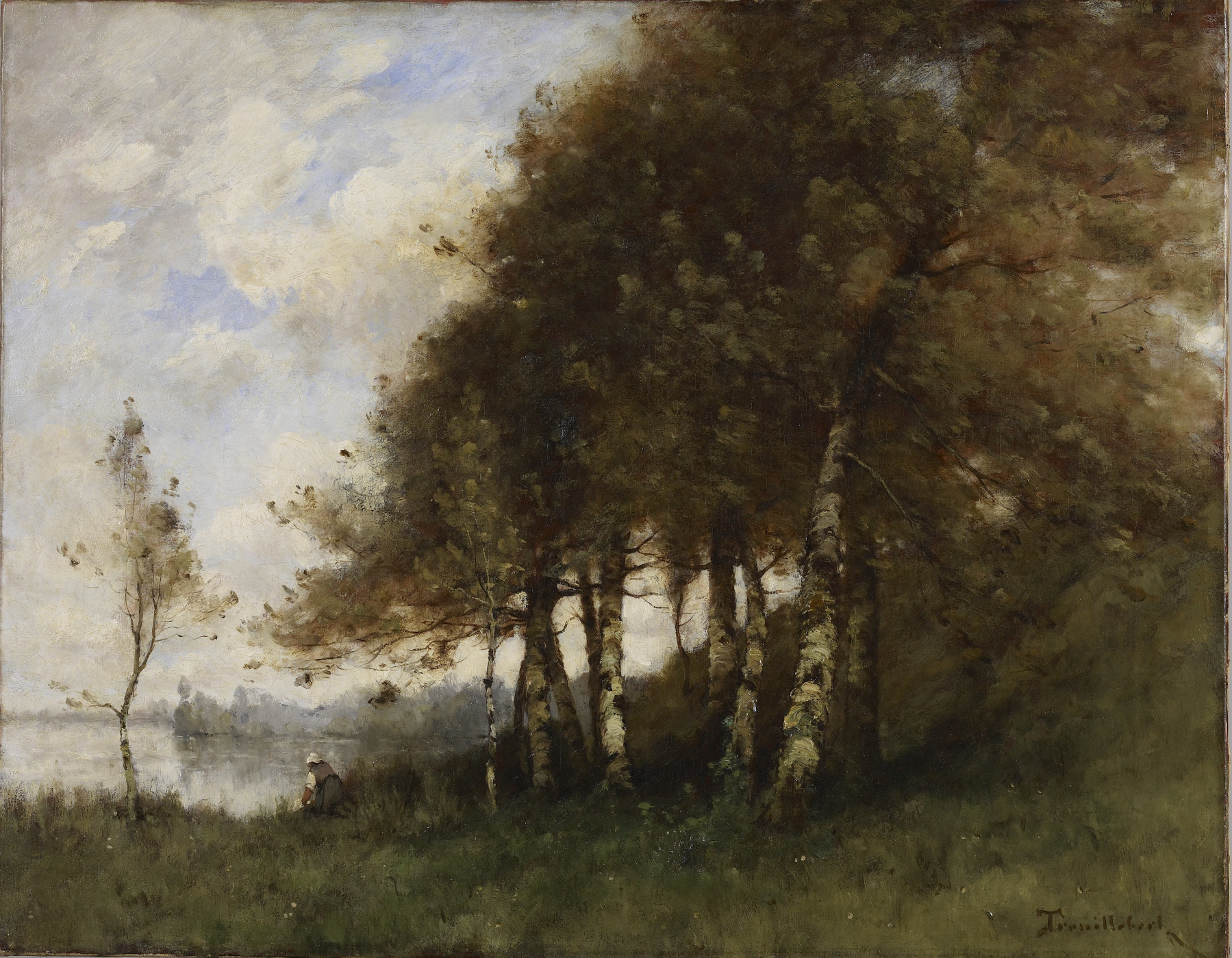
風景
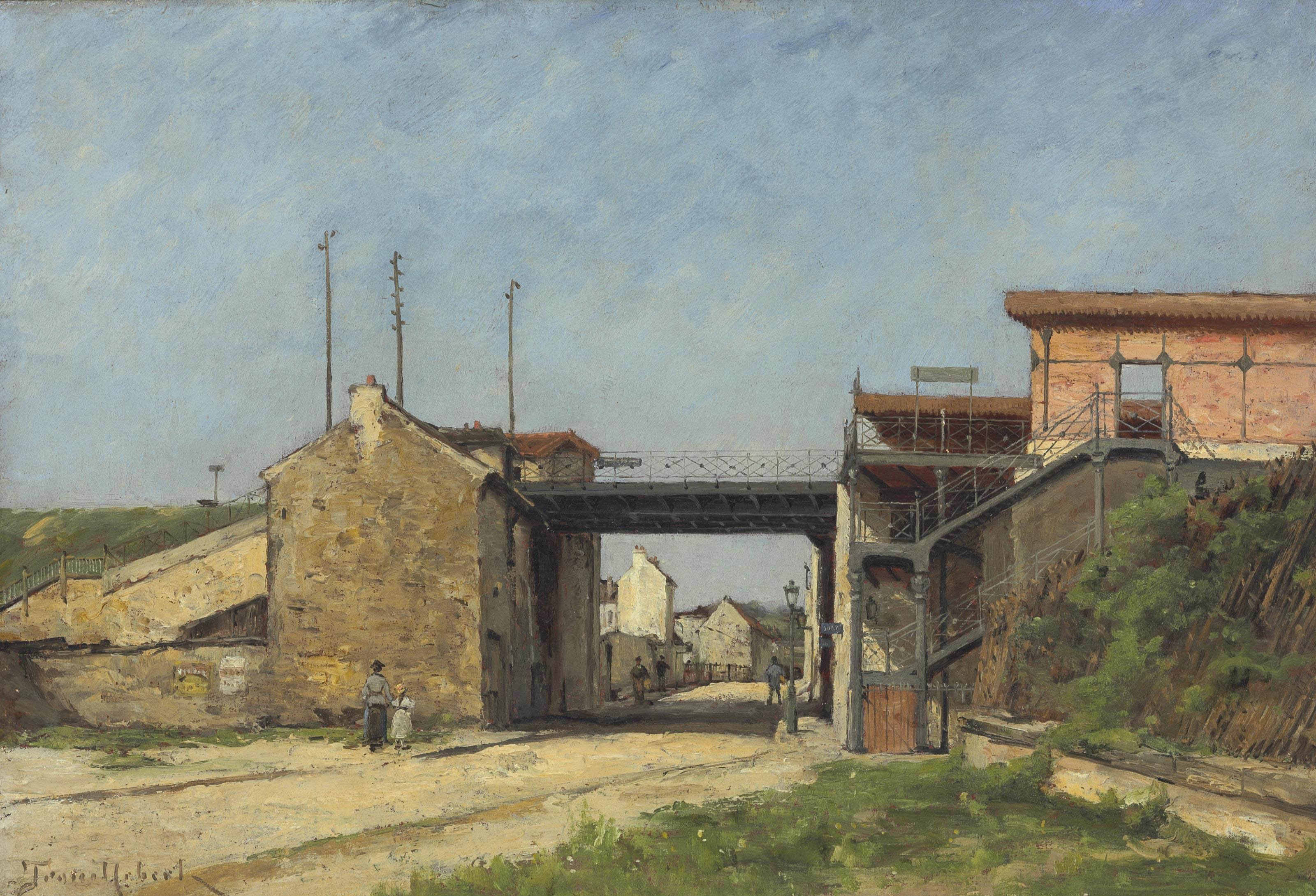
モンテンポワヴル通りの環状鉄道の駅(1888)
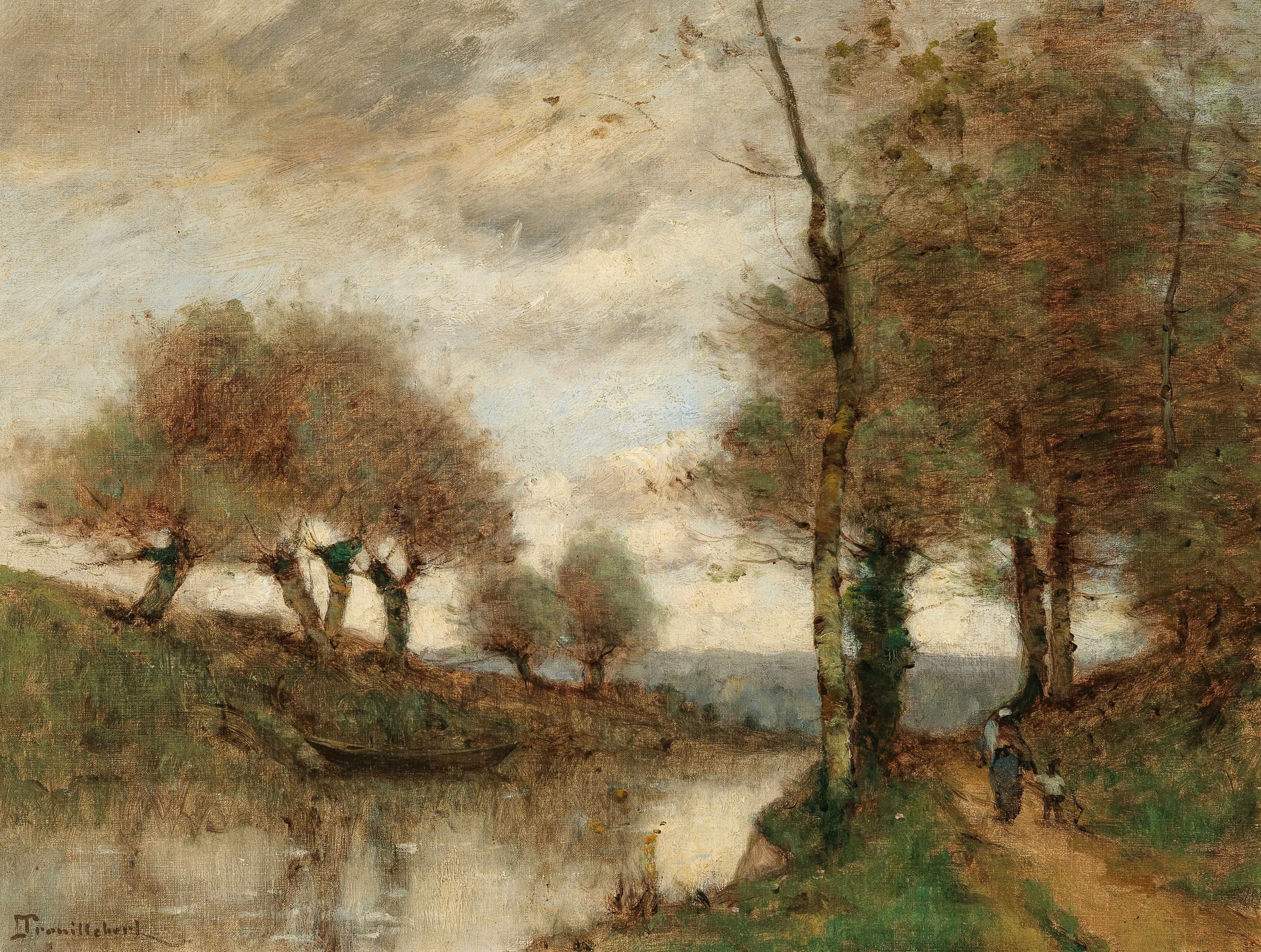
川沿いの道(c.1900)
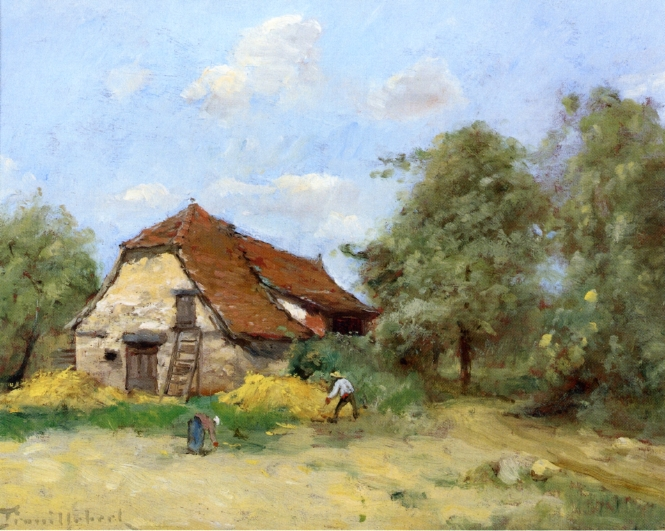
農場と収穫する人
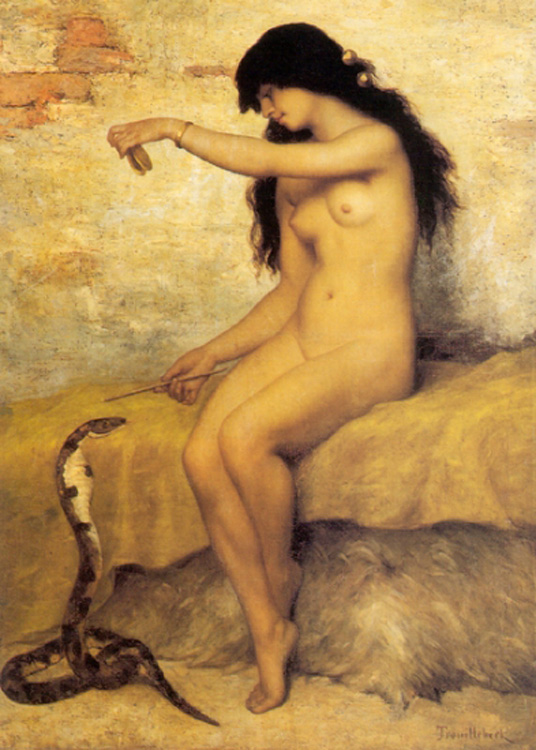
蛇使いの女性のヌード
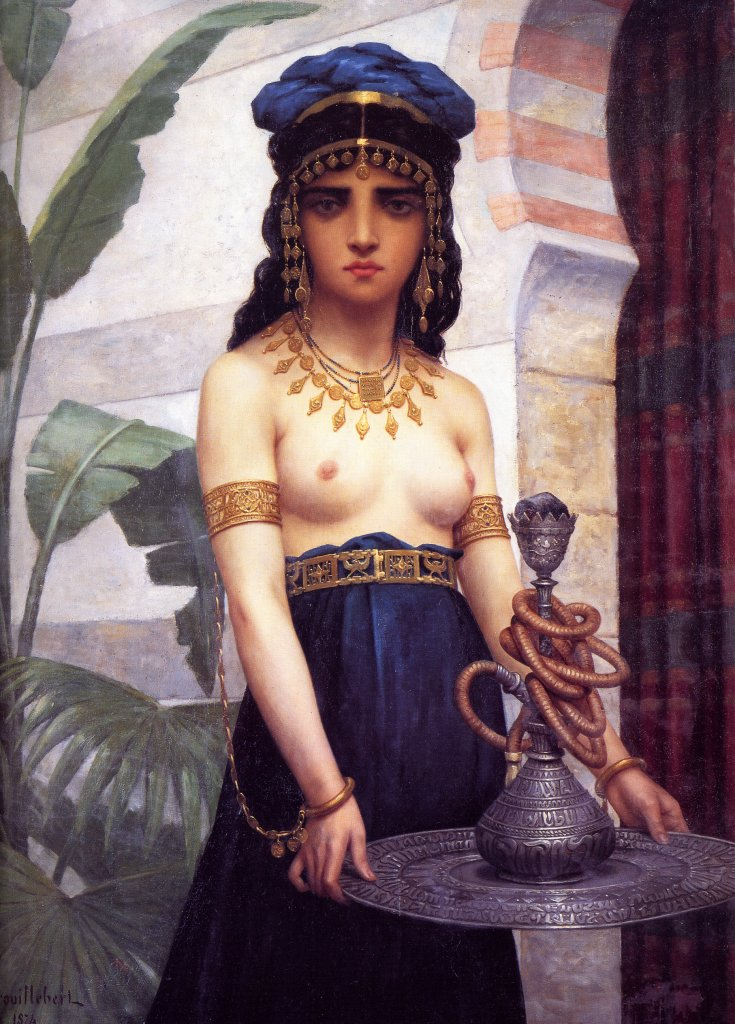
ハレムの召使
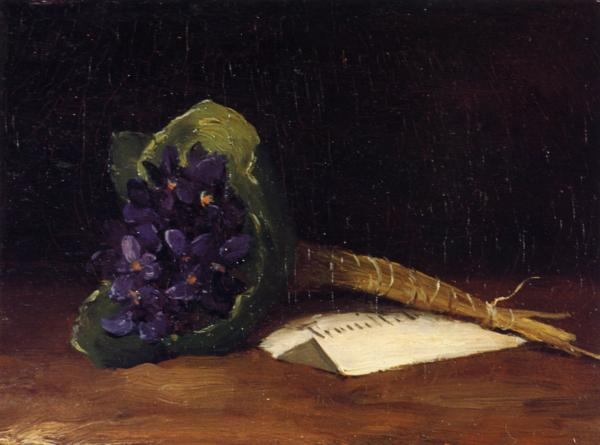
菫の花束